# Eileen Collins
Eileen Marie Collins (n. 19 noiembrie 1956, Elmira⁠(d), New York, SUA) este un astronaut NASA retras și colonel al Forțelor Aeriene ale Statelor Unite (USAF). Fost instructor de zbor și pilot de testare, Collins a fost prima femeie care a pilotat o navetă spațială și prima care a comandat o misiune a unei navete spațiale.

## Educație
În 1974 a absolvit Emira Free Academy, apoi a studiat matematica și științele la Corning Community College. A obținut o bursă și a fost admisă la Universitatea Syracuse, unde a obținut diploma de licență în matematică și economie în 1978. În continuare, a obținut diploma de masterat în științe la Universitatea Stanford în 1986 și cea de masterat în sisteme spațiale la Universitatea Webster în 1989.

## Carieră
În ianuarie 1990 Collins a fost selectată de NASA, iar un an mai târziu a devenit astronaut. A efectuat două misiuni ca pilot, în 1995 și 1997, în zbor spre stația orbitală MIR. În timpul misiunii din 1995, la bordul navetei Discovery, a devenit prima femeie care a pilotat o navă spațială.
La 22 iulie 1999 a fost desemnată prima femeie comandant de bord al unei navete spațiale, cu ocazia lansării navetei spațiale Columbia.

## Recunoaștere
Pe lângă aripile de pilot de comandă (astronaut) al USAF, premiile și decorațiile lui Collins includ Legiunea de Merit Crucea pentru Distincție în Zbor, Medalia Serviciului Meritoriu al Apărării, Medalia Serviciului Meritoriu cu frunze de stejar, Medalia de Merit a Forțelor Aeriene cu frunze de stejar, medalia NASA Outstanding Leadership, NASA Exceptional Service Medal și patru medalii NASA Space Flight. De asemenea, a primit premiul Golden Plate de la American Academy of Achievement în 2001, Premiul Free Spirit, National Space Trophy și Premiul Adler Planetarium Women in Space Science în 2006, Premiul Space Foundation Douglas S. Morrow Public Outreach în 2007, Trofeul Harmon în 2020 și Trofeul Memorial Wright Brothers în 2022.

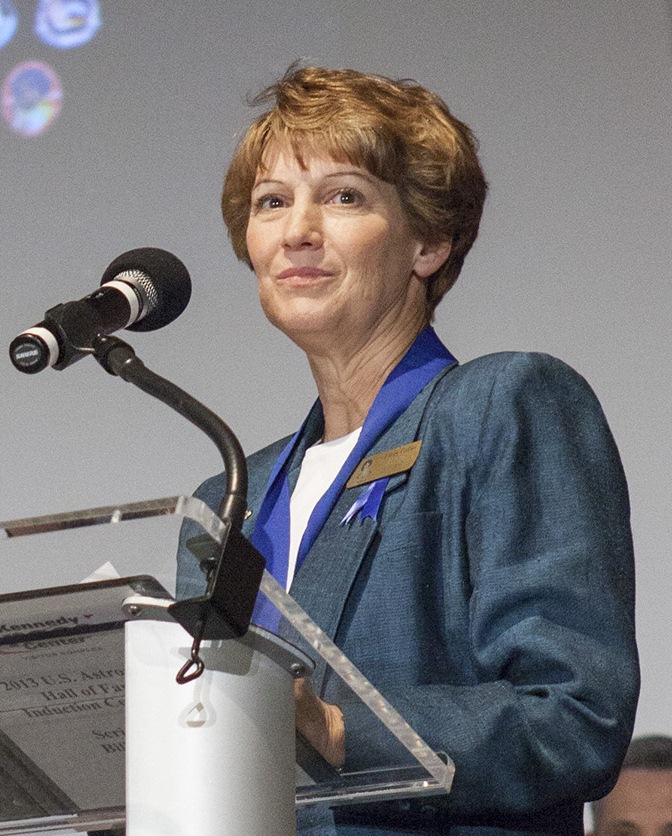
Eileen Collins la Astronaut Hall of Fame

Collins a fost inclusă în National Women's Hall of Fame în 1995, National Aviation Hall of Fame în 2009, în USA Astronaut Hall of Fame pe 19 aprilie 2013 și Texas Aviation Hall Of Fame la Lone Star Flight Museum din Houston, pe 6 mai 2020. A fost recunoscută de Encyclopædia Britannica drept una dintre cele 300 de femei care au schimbat lumea.
Un observator astronomic - Observatorul Eileen Collins condus de Colegiul Comunitar Corning - este numit în onoarea ei, la fel ca și princiaplul bulevardul de intrare spre Aeroportul Internațional Syracuse din Hancock. Una dintre universitățile la care a studiat, Universitatea Webster, i-a acordat titlul onorific de doctor în știință în 1996, iar în 2021, a primit cea mai mare onoare din partea Universității Syracuse, Premiul George Arents. Colegiul Universitar Dublin al Universității Naționale din Irlanda i-a conferit, de asemenea, un titlu onorific de doctor în științe la 14 iunie 2006. A fost distinsă cu Wright Brothers Memorial Trophy în 2022.